# Иваненко, Валерия Владимировна (писательница)
Валерия (Воля) Владимировна Иваненко (25 декабря 1926, Харьков — 8 ноября 1968, Киев) — украинская писательница, переводчица, педагог.

## Биографические данные
Дочь писательницы Оксаны Иваненко, внучка писателя и журналиста Дмитрия Иваненко.
Окончила биологический факультет Киевского университета, с 1952 г. преподавала в нём.
С 1953 была прикована тяжёлой болезнью к постели.
В 1939—1957 годах жила в доме писателей Ролит.

## Творчество
Писала для детей. Автор рассказов о природе. Издала сборники:
- «Где они блуждают» (1960),
- «Домик в море» (1963),
- «Оленёнок» (1965),
- «Ночь в лесу» (1967).

В переводе на русский язык издана её книга «Домик в море» (Москва, 1972).
Перевела с русского языка сборники рассказов:
- «Арина трусиха» Виталия Бианки (1960)
- «Алёшка из нашего дома» Сергея Баруздина (1961)

Перевела с болгарского языка:
- Сборник народных сказок «Подарок от сердца» (1959)
- Повесть «Твои друзья рядом» Спаса Кралевски (1964)
- Повесть «невзгоды одного мальчика» Гёнчо Белева (1960)